# Fenómenos meteorológicos extremos de 535-536

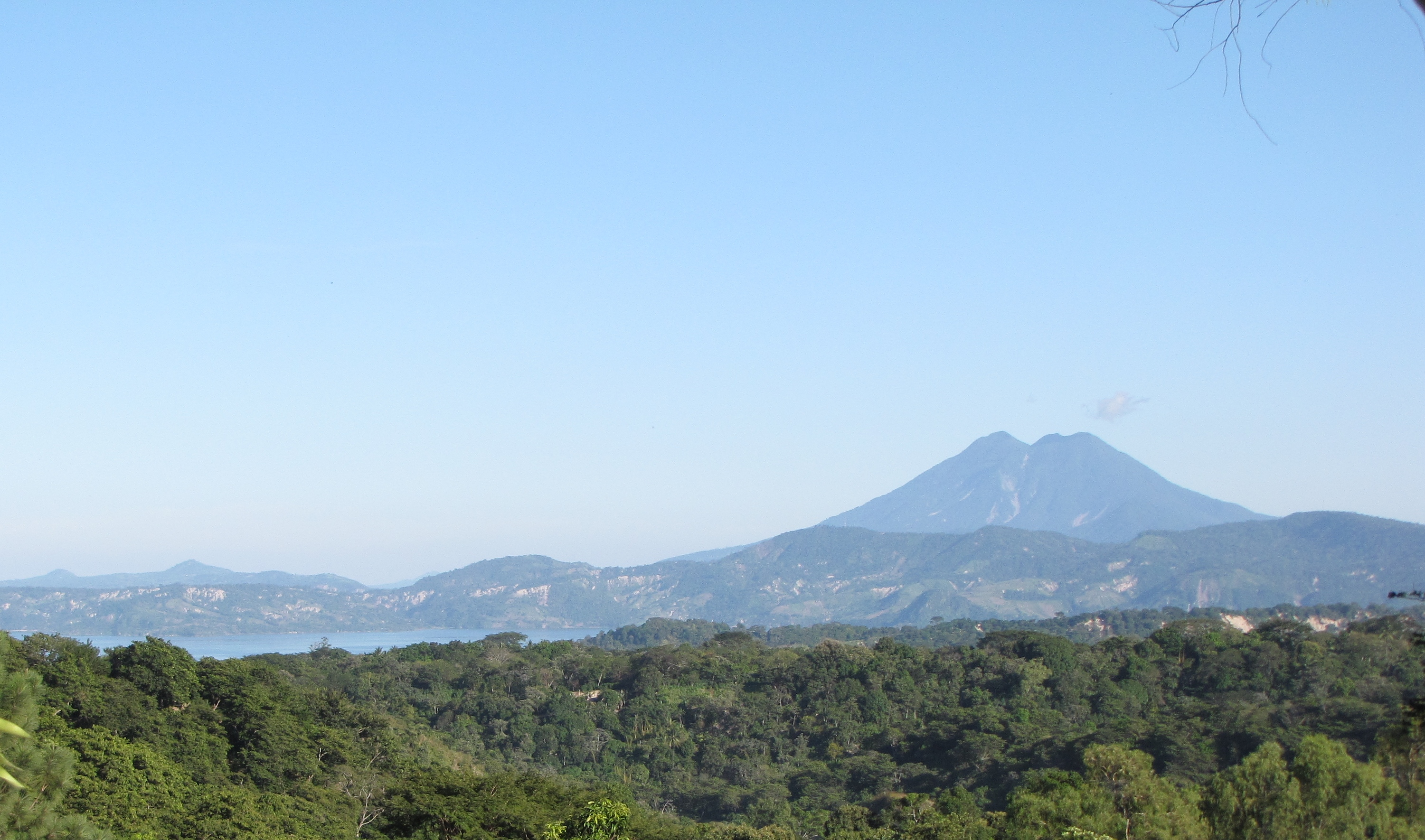
Volcán de San Vicente y lago de Ilopango, en El Salvador.

Los fenómenos meteorológicos de 535-536 o Pequeña Edad de Hielo de la Antigüedad Tardía (llamada por sus descubridores, en inglés, Late Antique Little Ice Age o LALIA) fueron los episodios de enfriamiento de la atmósfera más graves y prolongados a corto plazo en el hemisferio norte en los últimos 2000 años. Se piensa que este suceso puede haber sido causado por un extenso velo de polvo atmosférico, posiblemente como resultado de una gran erupción volcánica en los trópicos o el impacto de desechos espaciales contra la Tierra. Sus efectos se generalizaron y provocaron un tiempo fuera de estación, malas cosechas y hambrunas en todo el mundo.

## Evidencias documentales
En el 536, en su informe sobre las guerras contra los vándalos, el historiador bizantino Procopio de Cesarea (f. 565) escribió:

Durante este año tuvo lugar el signo más temible. Porque el Sol daba su luz sin brillo, como la Luna, durante este año entero, y se parecía completamente al Sol eclipsado, porque sus rayos no eran claros tal como acostumbra. Y desde el momento en que eso sucedió, los hombres no estuvieron libres ni de la guerra ni de la peste ni de ninguna cosa que no llevara a la muerte. Y sucedió en el momento en que Justiniano estaba en el décimo año de su reinado.
Procopio de Cesarea

Los anales gaélicos de Irlanda hacen constar lo siguiente:
- «Perditio panis» (falta de pan), en el artículo correspondiente al año 536 en Los anales de Ulster, Year U536 (capítulo del año 536), de autor desconocido.
- «Perditio panis» (falta de pan), en el artículo correspondiente al año 536 en Los anales de Inisfallen, Annal AI534 (capítulo del año 534 a 543),

Más fenómenos informados por fuentes independientes de aquella época:
- Bajas temperaturas (en China cayó nieve en agosto, lo cual aplazó la época de cosechas).[7]
- Pérdida de cosechas.[8]
- «Una densa niebla seca» en China, Europa y el oeste de Asia.[7]
- Sequía en el Perú, que afectó a la cultura moche.[7][9]

## Evidencia científica
Los análisis de anillos de un roble irlandés, realizados por el dendrocronólogo irlandés Michael G. L. Baillie, de la Universidad Queen’s de Belfast, mostraron un crecimiento anormalmente pequeño en el año 536 y, después de una recuperación parcial, otra fuerte anomalía en el 542. Patrones similares se registran en los anillos de árboles de Suecia y Finlandia, en la Sierra Nevada de California y en los anillos de árboles fitzroya chilenos.[cita requerida] Los núcleos de hielo de Groenlandia y la Antártida muestran evidencia de importantes depósitos de sulfato en torno al 533-534 (±2 años), lo cual es evidencia de un extenso velo de polvo ácido.

## Explicaciones posibles
Se ha conjeturado que estos cambios se debieron a las cenizas o el polvo lanzado al aire después del choque de un cometa o meteorito, o después de la explosión de un volcán, un fenómeno conocido como «invierno volcánico». La evidencia de depósitos de sulfato en muestras de hielo apoya firmemente la hipótesis del volcán; la capa de sulfatos es aún más espesa que la que acompañó al episodio menor de aberración climática en 1816, conocido popularmente como el «año sin verano», que se ha relacionado con la explosión del volcán Tambora en Sumbawa (Indonesia).
En 1984, R. B. Stothers postuló que este suceso podría haber sido causado por el volcán Rabaul, en lo que hoy es Papúa Nueva Guinea.
En 1999, el escritor David Keys, en su libro Catastrophe: A Quest for the Origins of the Modern World (Catástrofe: en busca de los orígenes del mundo moderno), basado en los trabajos del vulcanólogo estadounidense Ken Wohletz, afirmó que el cambio climático fue causado por el volcán Krakatoa, en Indonesia. En el antiguo texto javanés Para rathon (Libro de los reyes) se menciona que hubo una gran erupción del Krakatoa en el año 416. Pero Keys señala que no hay evidencias de una gran erupción en el 416, por lo que el Krakatoa podría haber sido el causante de la catástrofe climática del 536.
En 2009, Dallas Abbott, del Observatorio Terrestre Lamont-Doherty de la Universidad Columbia, en Nueva York, publicó evidencias provenientes de núcleos de hielo de Groenlandia que indican la existencia de múltiples impactos de un mismo cometa. En el hielo se han hallado esférulas que pueden provenir de residuos terrestres expulsados a la atmósfera por un evento de impacto, que podría haber causado el velo de polvo en la atmósfera.
En 2010, Robert Dull, John Southon y colegas presentaron evidencias que sugieren una conexión entre la erupción de Tierra Blanca Joven (TBJ) de la caldera del lago de Ilopango en el centro de El Salvador y el cambio climático del 535. Aunque anteriormente se había publicado evidencia de carbono que sugería un rango de fechas entre el 408 y el 536, que era consistente con el empeoramiento climático, la conexión entre el fenómeno y la erupción no se hizo explícita hasta que investigaciones en sedimentos marinos del Pacífico centroamericano hechas por Steffen Kutterolf y colegas mostraron que la erupción de Tierra Blanca Joven fue mucho más grande de lo que se pensaba. El carbono-14 radiactivo encontrado en un árbol que había muerto en el flujo piroclástico de la erupción de Tierra Blanca Joven fue medido en detalle usando un acelerador de espectrometría de masa; los resultados sugerían la fecha de 535 d. C. como el año en que el árbol murió. Una estimación conservadora del volumen de piroclastos dio un valor aproximado de 84 km³, revelando un índice de explosividad volcánica de 6+ y una magnitud de 6,9. Los resultados sugieren que el tamaño, latitud y fecha de la erupción de Tierra Blanca Joven del Ilopango son consistentes con los registros de sulfato encontrados en las capas de hielo.
Tras analizar con altísima precisión el hielo del glaciar Colle Gnifetti en los Alpes suizos, McCormick y su equipo describieron en la revista Antiquity cuáles fueron los culpables de esta época de desgracia: una catastrófica erupción volcánica en Islandia arrojó ceniza a través del hemisferio norte a principios de 536 y otras dos erupciones masivas ocurrieron en 540 y en 547. Estas catástrofes naturales, unidas a la peste, sumieron a Europa en una crisis que duró hasta 640, cuando otra señal en el hielo, un pico en el plomo en el aire, marca un resurgimiento de la minería de plata y, por tanto, de la economía.

## Consecuencias históricas
Se ha sugerido que el suceso de 536 y el hambre resultante fueron la causa de los múltiples sacrificios de grandes cantidades de oro que realizaron las élites escandinavas al final del período migratorio —las llamadas «invasiones bárbaras»—, posiblemente para aplacar a los dioses enojados y volver a recibir la luz solar normal. La caída de la enorme ciudad de Teotihuacán, en Mesoamérica, cerca de la actual Ciudad de México, también podría haberse debido a las sequías relacionadas con el cambio climático, con signos de disturbios civiles y hambrunas.
El libro de David Keys especula que el cambio climático puede haber contribuido a la evolución de diversos sucesos, tales como la aparición de la peste de Justiniano, el declive del pueblo ávaro, la migración de las tribus mongoles hacia Occidente, el fin del Imperio sasánida, el desarrollo del islamismo y la caída de Teotihuacán.
En 2000, una producción británica de Televisión 3BM (por WNET y Channel Four) capitalizó el libro de Keys. Este documental, bajo el nombre de Catastrophe! How the World Changed (¡Catástrofe! Cómo cambió el mundo), fue transmitido en Estados Unidos como parte de la serie Secrets of the Dead de PBS.
No obstante, las ideas de Keys y Wohletz no son ampliamente aceptadas en este tema, a pesar de que existen evidencias de la dendrocronología. En una revisión del libro de Keys, el arqueólogo británico Ken Dark comentó que «mucha de la evidencia aparente presentada en este libro es altamente discutible, debido a la pobreza de las fuentes, o simplemente incorrecta» y que «no obstante, son dignos de elogio tanto la investigación en todo el mundo como el énfasis en que el siglo VI d. C. fue una época de cambios de amplio alcance, y el libro contiene información fascinante y oscura que será nueva para muchos. Sin embargo, no logra demostrar su tesis central y no ofrece una explicación convincente de los muchos cambios discutidos».